# Masbate
Masbate és la més gran de les tres illes principals de la província de Masbate a les Filipines. Les altres dues illes principals són l'illa de Ticao i l'illa de Burias. Es troba entre el mar de Sibuyan a l'oest i el mar de Visayas al sud. És l'onzena illa més gran tant en àrea com en població a les Filipines i la 155a illa més gran del món per àrea i la 70a illa més poblada del món. L'illa està dividida en 14 municipis i 1 ciutat, i té una població total de 731.269 persones segons el cens de 2020. La ciutat de Masbate és l'assentament més gran de l'illa amb una població total de 54.743 segons el cens de 2015.
El golf d'Asid, on es troben les illes de Chico, Naro i Peña, sobresurt a l'illa des del sud. Al nord-est hi ha l'estret de San Bernardino, al sud-oest el canal de Jintotolo i darrere seu l'illa de Panay. Al nord-est es troba l'illa veïna més petita de Ticao, al nord-oest de Buria i a l'est de Samar.
Explorades pels espanyols al segle xvi, van ser regides per aquests fins a la guerra hispano-estatunidenca, quan els Estats Units va obtenir-ne el control. Va ser ocupada pels japonesos durant la Segona Guerra Mundial, sent recuperada pels EUA, el 1945, per després passar a les Filipines quan aquesta es va independitzar.
L'or va ser extret durant segles al nord. Al nord-oest -prop d'Aroroy- hi ha actualment la mina més gran del país, que va ser explotada entre 1980 i 1994 per l'empresa Atlas i controlada indirectament per l'empresa australiana CGA Mining des del 2007. La mina va produir 150.000 unces d'or el 2009. El 2012, CGA Mining va ser adquirida per l'empresa australiana B2Gold. El 2020 es van extreure 204.699 unces d'or.
L'illa de Masbate es va veure greument afectada el 2013 pel tifó Haiyan, que va provocar l'evacuació d'unes 15.700 persones.